# Kenjiro Shinozuka
Kenjiro Shinozuka (japonès: 篠塚建次郎)  (Ōta, 20 de novembre de 1948 - Suwa, 18 de març de 2024) va ser un pilot de ral·lis japonès, guanyador del Ral·li Dakar del 1997 amb l'equip Mitsubishi, després de finalitzar tercer el 1987 i segon el 1988.
Va començar la seva carrera esportiva en 1968, essent el primer pilot japonès a acabar el Ral·li Safari, el 1976. El 1991 es va convertir en el primer japonès a guanyar una prova del Campionat del Món de Ral·lies, en guanyar el Ral·li de Costa d'Ivori.